# Gondol
Gondol — турецька компанія, виробник кухонного начиння та аксесуарів і товарів для дому. Заснована у 1978 році. Головний офіс розташовується у Стамбулі. 
Асортимент компанії включає кухонне начиння, товари для дому, аксесуари для ванної кімнати, ємності для зберігання ін.. Продукція компанії реалізовуються у магазинах крупних торговельних мереж, таких як Metro, Carrefour, Tesco та ін. Продукція продається у 60 країнах світу.